# Tenedor de Hume
En filosofía, el tenedor u horquilla de Hume es el nombre por el que se conoce a una de las distinciones que hace David Hume, un representante importante del empirismo donde el conocimiento es construido a través de nuestras experiencias e interacciones con la realidad. Principalmente la horquilla de Hume establece que la composición del conocimiento se basa en enunciados demostrativos, unos evidentes por sí mismos y otros probables, los cuales nos hablan de las propiedades del mundo que nos rodea.

## Tipos de conocimiento
Según Hume y su teoría existen dos tipos de conocimiento: relaciones de ideas y cuestiones de hecho.
1. Relaciones de idea: Son enunciados propios de las ciencias formales, como las matemáticas o la lógica. Se dividen en intuitivamente ciertos o demostrativamente ciertos, su verdad se forma a partir de las relaciones entre las distintas ideas que forman el enunciado. La razón, entonces, funciona de acuerdo a la experiencia y las ideas que investiga tienen su origen en ella. Las relaciones de ideas deben cumplir con el principio de no contradicción y se trata de verdades necesarias. Aquí están las ciencias de la geometría, álgebra y aritmética, que son conocibles por la mera operación del pensamiento.
2. Cuestiones de hecho: Son enunciados propios de las ciencias naturales y sociales, como la mayoría de enunciados de nuestra vida cotidiana. Son los segundos objetos del intelecto humano, y no nos permiten cerciorarnos de la misma manera ni es nuestra evidencia de su verdad por muy grande que sea, semejante a las anteriores. Su veracidad depende de la existencia, y deben ser comprobadas como falsas o verdaderas a través de los sentidos. Por lo tanto, se refieren a hechos que pueden o no ocurrir, de modo que no son necesarios sino probables, pueden incumplir el principio de no contradicción.

El Tenedor de Hume es indicado a menudo de tal manera en que el conocimiento se divide en dos tipos:
- Conocimientos sobre las ideas: Ellos son analíticos, estados necesariamente conocidos "a priori". (relaciones de idea)
- Conocimientos sobre el mundo: Ellos son contingentes y conocidos "a posteriori". (cuestiones de hecho)
En la terminología moderna, los miembros del primer grupo de conocimientos son conocidos como Proposiciones Analíticas y los miembros del segundo como Proposiciones Sintéticas. Esta terminología proviene de Kant en su introducción de la crítica de la razón pura. Hume quiere demostrar que la certeza no existe en las ciencias.
Primero
Hume señala que los estados del segundo tipo nunca pueden ser completamente certeros, debido a que la falibilidad en nuestros sentidos. Siempre es lógicamente posible que cualquiera de las cosas que conocemos sobre el mundo sean falsas.
Segundo
Hume reclama que nuestra creencia en la relación causa / efecto entre eventos, no se erige en la razón, sino que meramente en el hábito y la costumbre.
Supongamos que uno dice: "Cada vez que alguien en la tierra suelta de una roca, cae". Si bien, podemos aceptar que en todos los casos hasta el momento, cuando una roca fue soltada siempre se cayó, esto no nos da ninguna razón para pensar que en el futuro, las rocas caerán cuando estén en las mismas circunstancias. Las cosas de este tipo se basan en el futuro conforme a los mismos principios que regían en el pasado. Pero eso no es algo que podemos conocer sobre la base de la experiencia pasada, todo lo que la experiencia puede decirnos es que en el pasado, el futuro era similar al pasado.
Tercero
Hume señala que las relaciones de ideas pueden ser usadas solamente para probar otras relaciones de ideas, y no significan nada fuera del contexto de cómo son relato el uno del otro, y por lo tanto no nos dicen nada del mundo. Mientras algunos filósofos más tempranos (más notablemente Platón y Descartes) sostuvieron que enunciados lógicos como "un triangulo equilátero tiene tres lados iguales" figuran en la realidad más formal, puesto que son siempre verdaderas e inmutables, Hume sostuvo que, si bien son ciertos, éstos no figuran en la realidad formal, pues la verdad del conocimiento se basa en las definiciones de las palabras en cuestión, y no en las cosas reales del mundo, ya que no hay tal cosa como un verdadero triángulo o la igualdad exacta de longitud en el mundo. Así, por esta razón, las relaciones de ideas no pueden ser usadas para comprobar cuestiones de hecho.
Los resultados suscitados por Hume como consecuencias de su "tenedor" son drásticas. De acuerdo con él, las relaciones de ideas pueden ser probadas con certeza (usando otras relaciones de ideas), sin embargo, ellas no significan nada sobre el mundo; a partir del hecho de que no signifiquen nada sobre el mundo, las relaciones de ideas no pueden ser usadas para comprobar cuestiones de hecho. Es por esto, que las cuestiones de hecho no son certeras y no pueden ser usadas para probar nada.

## La existencia de Dios en Hume
Si es aceptado, el Tenedor de Hume quita el sentido a probar la existencia de Dios como una cuestión de hecho. Si Dios no es literalmente una impresión sensible, sucede que el argumento sobre Dios no es una cuestión de hecho. Sin embargo, un relato sobre Dios, debe ser una relación de ideas. En este caso, si probamos la frase: "Dios existe", no nos dice realmente nada de hecho, es solo jugar con palabras. Es fácil ver cómo el tenedor de Hume anula el argumento causal y el argumento ontológico para la existencia de un Dios. A pesar de eso, esto no significa que la validez del tenedor de Hume implique que Dios definitivamente no existe, solamente implica que la existencia de Dios no puede ser probada como una cuestión de hecho sin una evidencia mundana.